# Erlenberg bei Weichersbach
Das Naturschutzgebiet Erlenberg bei Weichersbach liegt auf dem Gebiet der Gemeinde Sinntal im Main-Kinzig-Kreis in Hessen. Das Naturschutzgebiet liegt südöstlich des Sinntaler Ortsteils Weichersbach nördlich der Landesstraße L 3180 und wird vom Weichersbach durchflossen.
Mit der gleichen Verordnung wie das NSG wurde das Landschaftsschutzgebiet Erlenberg bei Weichersbach mit 67,4 ha ausgewiesen; es umschließt das Naturschutzgebiet ringförmig und umfasst die Hangbereiche am Stiftes, Hopfenberg und Roten Rain sowie Bereiche des Bachgrunds.

## Bedeutung
Das 48,46 ha große Gebiet mit der Kennung 1435050 ist seit dem Jahr 1989 als Naturschutzgebiet ausgewiesen.